# Chiesa di Santa Maria di Barsento
La chiesa di Barsento è un edificio religioso che sorge nel territorio rurale di Noci.
La costruzione si erge in posizione dominante su un promontorio affacciato su un canale detto "di Pirro"  (440 m s.l.m.), un'ampia vallata che precede la selva di Fasano.
È una importante testimonianza dell'architettura romanica rupestre (secoli XI-XII). La chiesa attesta l’applicazione originale della pratica tradizionale delle costruzioni in pietra a secco alle forme dell'architettura religiosa.

## Storia
La chiesa sorge in un territorio le cui testimonianze risalgono all'età del bronzo. L'abbazia fu edificata in posizione strategica, sulla sommità di una collina che domina un'ampia vallata, segnata dalle vie di comunicazione che ponevano in collegamento l’area adriatica con quella ionica, lungo quelle "vie istmiche" che congiungono lo Ionio con l'Adriatico, dalle terre di Taranto a quelle di Bari e Monopoli.
Qui si era sviluppato in origine un abitato capannicolo preistorico, dal quale a seguito di indagini archeologiche è emersa ceramica di impasto. Sono stati riscontrati inoltre frammenti di intonaco di capanna, frammenti di anfore, strumenti litici, terra sigillata e ceramica invetriata.
In seguito il luogo è stato abitato da popolazioni messapiche, come suggerisce l'origine linguistica del toponimo (derivato del composto tra "barza", alto, ed "entum", che è letteralmente "luogo che si trova in alto").
In una dolina nei dintorni sono stati rinvenuti resti di una fattoria romana (III secolo a.C.-I secolo), mentre nella Grotta della Madonna sono state rinvenute, stando a fonti orali, monete romane. 
La chiesa abbaziale di Barsento fu fatta costruire secondo la storiografia locale da un ordine di sant'Equizio abate su volere della madre di papa Gregorio Magno, Santa Silvia, nel 591. 
La presenza di un elemento autoctono pre-romanico, ossia l'architettura dei trulli e la copertura a chiancarelle, ha fatto supporre allo studioso Franscesco D'Andria che l'origine della chiesa fosse da far risalire alla dominazione longobarda (fine VIII-inizi IX secolo). Altri studiosi confermano questa tesi, mentre Gioia Bertelli, la cui tesi è la comunemente più accettata, rinvenendo nella chiesa elementi del periodo romanico, ha dilatato l'epoca di edificazione ai secoli XI-XII (sottolineando che il monumento non presenta alcuna caratteristica architettonica tale da farlo ritenere una costruzione realizzata nell'alto Medioevo). La chiesa non sarebbe stata costruita in epoca longobarda e l’ampliamento a tre navate dovrebbe essere avvenuto nell'XI-XII secolo.
Nel medioevo la chiesa ha ospitato una comunità monastica (clerici barsentani in un documento medievale) attorno alla quale si è sviluppata una consistente comunità rurale sin dall'XI secolo, riunita nell'omonimo casale. Un vasto sepolcreto medievale è venuto alla luce alle spalle della chiesa, dal quale sono emersi i resti di maschi adulti e bambini, ma anche donne, sui quali sono stati riscontrati segni di interventi chirurgici (probabile indizio della pratica della farmacopea presso la comunità monastica). Varie sepolture sono state ritrovate anche all'interno della chiesa. La vita della comunità si snodava lungo i collegamenti precedentemente accennati, costituiti da una via tarantina che, partendo da Taranto, giungeva a Monopoli passando per Barsento, e da una via barsentana che da Bari giungeva a Taranto, passando per Norba e Barsento, di cui si ha attestazione in un documento del 1115.

## Descrizione

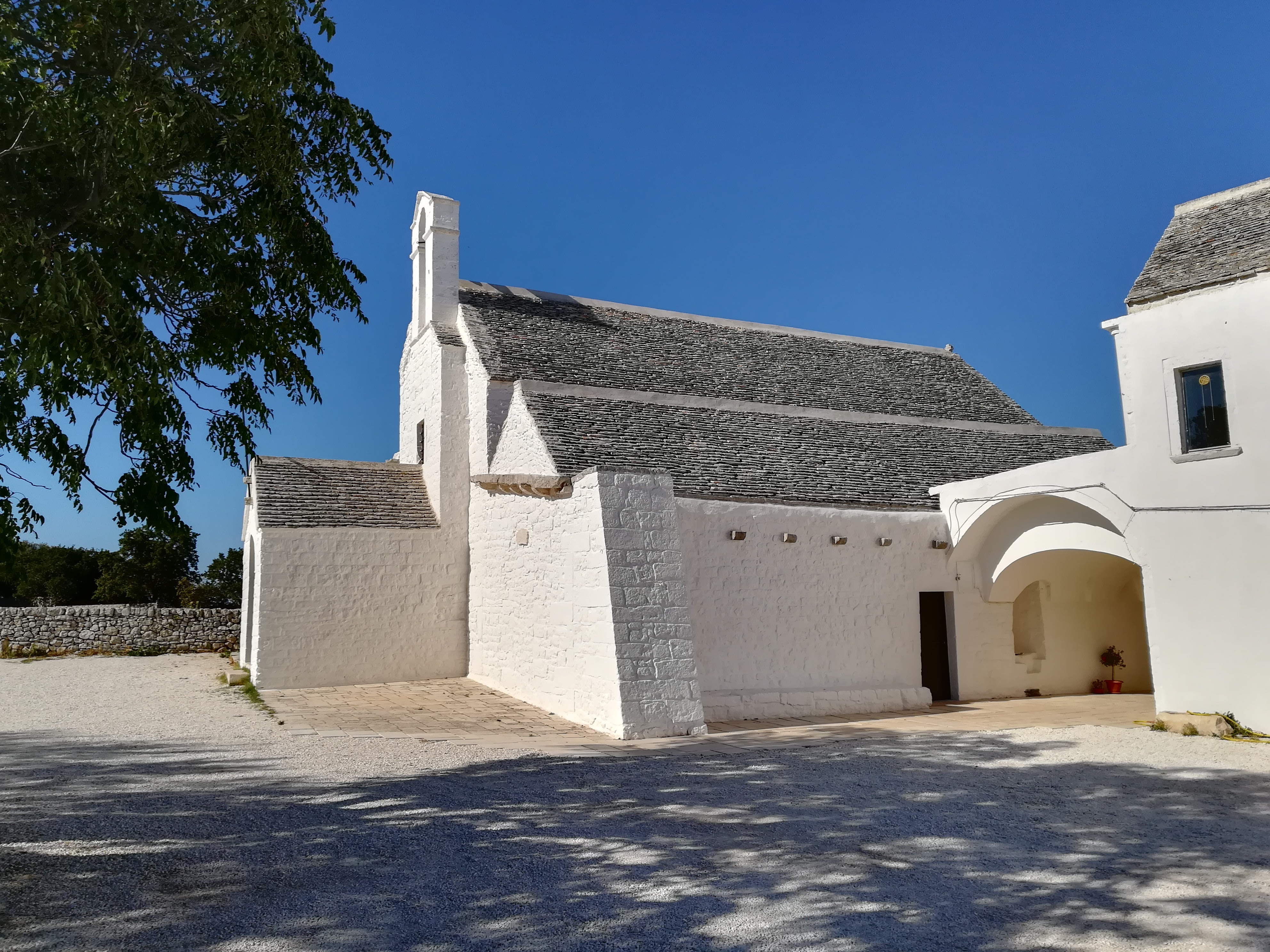
Prospetto laterale della chiesa con archi di collegamento alla masseria annessa.

La chiesa ha un impianto irregolare, a tre navate concluse da absidi di diversa ampiezza e con volte a botte sostenute da pilastri di dimensioni differenti. In origine l'assetto della chiesa doveva essere ad aula unica o binavato (la terza navata si sarebbe aggiunta in seguito), con tetto a falde e con un unico abside. Il protiro sarebbe stato realizzato successivamente (XV secolo), così come il campanile a vela posto sulla cuspide della chiesa. La pavimentazione era realizzata a lastrine, poi coperta da un pavimento a chiache. Al di sotto dello strato del pavimento è stato ritrovato un elemento datante, ovvero un follis bizantino dell’XI secolo, nonché resti di lastre con sopra incise due tabulae lusorie. 
Gli affreschi alle spalle dell'altare, databili anch'essi attorno all'XI-XII secolo (con aggiunte anche successive), confermano la datazione suggerita da Bertelli e le testimonianze archeologiche. Nell'abside centrale si trova una raffigurazione di una Deesis, mentre in quella di destra vi è rappresentato un Cristo pantocratore. I tre absidi del lato nord-est presentano esternamente una copertura semiconica realizzata anch'essa a chiancarelle. 
L'attuale conformazione, derivata da un innalzamento delle volte e dalla sostituzione dell'originale tetto a capriate lignee in coperture a spioventi, risale ai lavori di consolidamento settecenteschi.